# Verde Vinho
Ne doit pas être confondu avec Vinho verde.
Pour plus de détails, voir Fiche technique et Distribution.
Verde Vinho est un film brésilien du réalisateur portugais Manuel Gama, sorti en 1981, en hommage à la chanson éponyme à succès de Paulo Alexandre.

## Synopsis
Verde Vinho raconte l'histoire d'un vieux portugais immigré depuis quarante ans au Brésil. Le scénario est inspiré de sa rencontre d'abord avec son passé, puis avec la réalité du Portugal d'aujourd'hui et, enfin, avec le fils qu'il ne connaissait pas. Les deux principaux acteurs sont Dionísio Azevedo et Paulo Alexandre. À leurs côtés un groupe d'enfants et de jeunes lusitaniens joue, avec beaucoup de vérité, les scènes ayant trait à l'enfance et à la jeunesse du vieil immigré, ses amours, ses drames et les événements qui l'ont forcé à quitter le Portugal.  
Tourné au Brésil (São Paulo, Rio de Janeiro) et au Portugal (Porto, Lisbonne, Coimbra, Madère) où il fait découvrir la musique populaire traditionnelle, les fêtes traditionnelles, dont celle de Notre-Dame de l'Agonie à Viana do Castelo, des chansons tirées de vieux films portugais, le fado de Lisbonne et de Coimbra, avec en contre-point la chanson Verde Vinho de Paulo Alexandre.

## Fiche technique
- Titre : Verde Vinho
- Réalisation : Manuel Gama
- Scénario : Manuel Gama
- Photographie : Valdemar Moura
- Musique : Remo Usai
- Pays d'origine : Brésil
- Durée : 91 minutes (1 h 31)
- Langue : portugais
- Dates de sortie : 
  -  Brésil : 1981[2]
  -  Portugal : 16 avril 1982
- Lieux de tournage : São Paulo, Rio de Janeiro, Porto, Lisbonne, Coimbra, Madère, Viana do Castelo

## Distribution
- Paulo Alexandre : Otavio Lima, le chanteur
- Dionísio Azevedo : Alfredo Moraes, le vieil immigré
- Gui Abreu Lima : Mafalda enfant
- Zezé Barros : Mafalda jeune
- Zezito Martins : Alfredo enfant
- João Carlos Mota : Alfredo jeune
- Maria de Lourdes : chanteuse de fado
- Arnaldo Weiss : barman